# Distretto di Chiem Hoa
Il distretto di Chiem Hoa (vietnamita: Chiêm Hoá) è un distretto (huyện) del Vietnam che nel 2019 contava 127.073 abitanti.
Occupa una superficie di 1.456 km² nella provincia di Tuyen Quang. Ha come capitale Vinh Loc.